# Tod in den Wolken
Tod in den Wolken (Originaltitel Death in the Clouds) ist der 17. Kriminalroman von Agatha Christie. Er erschien zuerst am 10. März 1935 in den USA bei Dodd, Mead and Company unter dem Titel Death in the Air und im Juli desselben Jahres im Vereinigten Königreich unter seinem Originaltitel im Collins Crime Club. Die deutsche Erstausgabe veröffentlichte 1937 der Goldmann Verlag in der bis heute verwendeten Übersetzung von Otto Albrecht van Bebber.
Es ermitteln Hercule Poirot und Chefinspektor Japp.

## Handlung
Während eines Fluges vom Flughafen Le Bourget bei Paris zum Flughafen London-Croydon stirbt im hinteren Abteil des Flugzeuges die Geldverleiherin Madame Giselle alias Marie Morisot – wie es zunächst scheint, durch einen Wespenstich, tatsächlich jedoch durch einen vergifteten Pfeil, der anscheinend aus einem Blasrohr stammt. Nur ein Steward oder ein Passagier kann dafür verantwortlich sein. Das Blasrohr wird hinter Poirots Sitz gefunden. Poirot beschließt, den Fall aufzuklären. Später stellt sich heraus, dass das Opfer nicht, wie man vielleicht erwartet hätte, durch das südamerikanische Pfeilgift Curare umkam, sondern durch das praktisch augenblicklich wirkende Gift einer südafrikanischen Baumschlange, Dispholidus typus. Neben Poirot nehmen sowohl die französische als auch die britische Polizei Ermittlungen auf. Eingebunden in die Kriminalhandlung ist die aufkeimende Liebesgeschichte der ebenfalls an Bord befindlichen Tatverdächtigen Jane Grey, einer Friseurin aus England, mit dem Zahnarzt Norman Gale und später mit dem französischen Archäologen Jean Dupont.
Es stellt sich heraus, dass Madame Giselle einige ihrer Kunden mit Wissen über unangenehme Details aus deren Leben erpresst hat, um die Rückzahlung verliehener Summen abzusichern. Daher konzentriert sich die Ermittlungsarbeit darauf, wer von den Passagieren in einer wie auch immer gearteten Beziehung zu der Ermordeten stand. Es stellt sich heraus, dass Gräfin Cicely Horbury tatsächlich bei der Geldverleiherin Schulden hatte und von ihr unter Druck gesetzt wurde. Schließlich entlarvt Poirot den Zahnarzt Norman Gale als Täter. Er war der (erst seit kurzer Zeit verheiratete) heimliche Ehemann von Madame Giselles Tochter Anne Morisot, die, als Gräfin Horburys Dienstmädchen, sich ebenfalls im Flugzeug befand (was allerdings Gales Plänen zuwiderlief, nach denen sie zur selben Zeit in einem Zug sitzen sollte, um auf keinen Fall selbst in Mordverdacht zu geraten). Gale hatte sich in der Toilette seine weiße Zahnarztkleidung angezogen, die leicht mit der gleichfarbigen Bekleidung eines Stewards verwechselt werden konnte, war mit einem (vorgeblich vergessenen) Kaffeelöffel zum Opfer geeilt und hatte Madame Giselle dann ermordet – jedoch nicht, wie aufgrund der am Tatort gefundenen Gegenstände vermutet, mit einem Blasrohr. Stattdessen drückte er ihr den Giftpfeil direkt in den Hals. Das Blasrohr diente dazu, den Kreis der Verdächtigen zu erweitern, weil es suggerierte, dass der Täter nicht in die unmittelbare Nähe der Ermordeten kommen musste. Später wird Anne Morisot ebenfalls von Gale umgebracht – er verabreicht ihr zwangsweise Blausäure im Zug zur Fähre zurück nach Frankreich. Norman Gale wird schließlich in einer Schlussszene verhaftet, in der Poirot den Mord in allen Einzelheiten aufklärt. Am Ende werden Jane, die eine Zeitlang auch mit dem Mörder geflirtet hatte, und Jean vielleicht ein Paar – mit Poirots Hilfe, der eine gemeinsame Reise der beiden arrangiert und also „Amor“ spielt. Diese Zukunft der beiden liegt aber jenseits des Zeithorizonts der Geschichte.

## Personen
- Hercule Poirot, der belgische Meisterdetektiv
- James Japp, Chefinspektor von Scotland Yard und Freund Poirots
- Monsieur Fournier, Beamter der Pariser Sûreté
- Henry Mitchell, Obersteward
- Albert Davis, Steward
- Marie Morisot, Geldverleiherin
- Anne Morisot, ihre ihr entfremdete Tochter
- Dr. Bryant, Hals-Nasen-Ohren-Arzt
- Jane Grey, Friseurin
- Norman Gale, Zahnarzt
- Gräfin Cicely Horbury, Frau von Graf Horbury
- Graf Stephen Horbury, Mann von Gräfin Horbury
- Venetia Kerr, Tochter eines englischen Lords, Nachbarin und Geliebte von Graf Horbury
- Mr. Clancy, Schriftsteller von Kriminalromanen
- James Ryder, britischer Geschäftsmann
- Armand Dupont, französischer Archäologe
- Jean Dupont, Armands Sohn

## Bezüge zu anderen Werken
In diesem Roman führt Christie mit Mr. Clancy erstmals die Figur eines Kriminalschriftstellers ein, der als Hobby-Detektiv an der Lösung des Falls mitarbeitet. Später sollte sie in der Figur der Ariadne Oliver, die ebenfalls Krimis schreibt und gerne Hobby-Detektiv spielt, diesen Figurentypus ausbauen und zu einer wichtigen Nebenfigur in einigen Poirot-Romanen und auch zur ermittelnden Hauptfigur machen, so in Mit offenen Karten und Das fahle Pferd. Beide Figuren zeichnet Christie humorvoll und mit selbstironischen Anspielungen auf den eigenen Berufsstand.
In einer späteren Poirot-Geschichte, Vier Frauen und ein Mord (1952), erwähnt Agatha Christies Alter Ego Ariadne Oliver, dass sie in einem ihrer Romane ein Blasrohr von 30 cm Länge beschrieben habe, dann aber erfahren musste, dass echte indianische Blasrohre viel länger sind, ungefähr 1,80 m. Damit gestand Christie ein, dass der Plot von Tod in den Wolken einen grundlegenden Fehler enthielt.

## Wichtige Ausgaben
- 1935 Erstausgabe USA Dodd Mead and Company (New York)
- 1935 Erstausgabe UK Collins Crime Club (London)
- 1937 Deutsche Erstausgabe, Übersetzung von Otto Albrecht van Bebber, Leipzig: Goldmann Verlag
- 2012 Neuübersetzung von Sabine Herting, Frankfurt am Main: Fischer-Taschenbuch-Verlag

## Verfilmungen
Dieser Roman wurde 1992 für die englische Fernsehserie Agatha Christie’s Poirot mit David Suchet verfilmt. Das Drehbuch hält sich eng an die Vorlage, bis auf wenige kleine Veränderungen. So gibt es nur einen Archäologen, keinen Arzt und Jane ist hier eine Stewardess und wird nicht, wie im Roman, mit dem jungen Archäologen verkuppelt.
Die deutsche Synchronfassung erschien unter dem Titel Die Wespe als 2. Folge der 4. Staffel.

## Hörbücher
- 2006 Tod in den Wolken (3 CDs). Gekürzte Fassung von Angela Thomae. Aus dem Englischen von Tanja Handels. Gelesen von Rainer Bock. Regie: Caroline Neven Du Mont. Der Hörverlag München.[4]
- 2008 Tod in den Wolken (5 CDs): einzige ungekürzte Lesung. Sprecher: Martin Maria Schwarz. Regie: Hans Eckardt. Aus dem Englischen von Otto Albrecht van Bebber. Verlag und Studio für Hörbuchproduktionen Marburg.[5]